# WASP-6
WASP-6 (Márohu) – gwiazda położona w gwiazdozbiorze Wodnika, odległa o 1000 lat świetlnych od Słońca. Wokół WASP-6 orbituje jedna planeta – WASP-6 b.

## Charakterystyka
Obserwowana wielkość gwiazdowa WASP-6 to w przybliżeniu 12 magnitudo, co oznacza że gwiazdę można obserwować z Ziemi przez średniej wielkości teleskopy.
WASP-6 to żółty karzeł, podobna do Słońca gwiazda ciągu głównego należąca do typu widmowego G8. Ma masę około 0,888 masy Słońca i promień 0,87 razy mniejszy niż Słońce.

## System planetarny
W 2008 roku odkryto krążącą wokół WASP-6 planetę WASP-6 b (Boinayel). Odkrycia dokonano metodą tranzytu w ramach projektu SuperWASP.

## Nazwa
Gwiazda ma nazwę własną Márohu, wywodzącą się od boga suszy i obrońcy Słońca z wierzeń Tainów, rdzennych mieszkańców Antyli. Nazwa została wyłoniona w konkursie zorganizowanym w 2019 roku przez Międzynarodową Unię Astronomiczną w ramach stulecia istnienia organizacji. Uczestnicy z Dominikany mogli wybrać nazwę dla tej gwiazdy. Spośród nadesłanych propozycji zwyciężyła nazwa Márohu dla gwiazdy i Boinayel dla planety.